# Donji Junuzovići
Donji Junuzovići (en cyrillique : Доњи Јунузовићи) est un village de Bosnie-Herzégovine. Il est situé dans la municipalité de Zavidovići, dans le canton de Zenica-Doboj et dans la fédération de Bosnie-et-Herzégovine. Selon les premiers résultats du recensement bosnien de 2013, il compte 1 478 habitants.

## Démographie

### Évolution historique de la population dans la localité
| 1948 | 1953 | 1961  | 1971 | 1981 | 1991  | 2013  |
| ---- | ---- | ----- | ---- | ---- | ----- | ----- |
| -    | -    | 1 151 | 534  | 676  | 1 063 | 1 478 |

|  |